# Sascha-Film

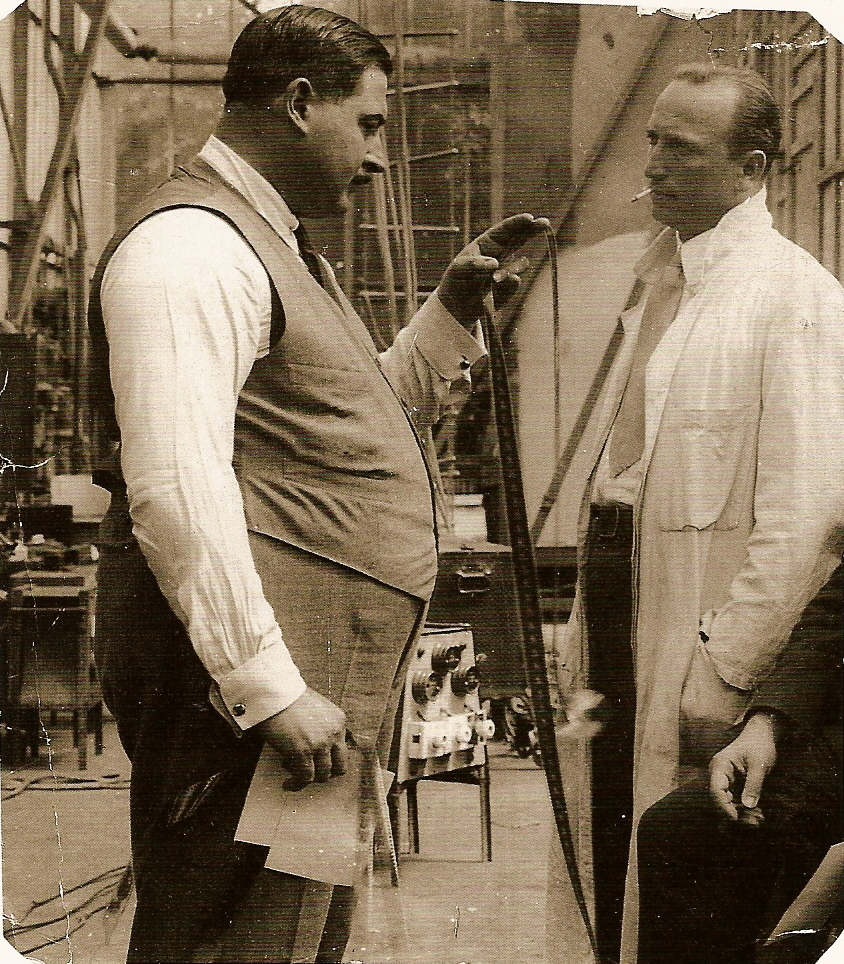
Contele Alexander Kolowrat-Krakowski la studio în 1916

Sascha-Film, denumire completă Sascha-Filmindustrie AG și din 1933 Tobis-Sascha-Filmindustrie AG, a fost cea mai mare companie austriacă de producție de film din perioada filmului mut și a filmului sonor timpuriu.

## Istorie
Compania a fost înființată în 1910 de către Alexander Joseph „Sascha”, conte de Kolowrat-Krakowsky sub numele de Sascha-Filmfabrik („Fabrica de film Sascha”). A avut sediul în Pfraumberg⁠(d), în Boemia, din 1912 s-a mutat la Viena. 
La 10 septembrie 1918, după fuziunea cu distribuitorul de filme Philipp & Pressburger, noua denumire a fost Sascha-Filmindustrie AG.
Cu filme epice ca Prinz und Bettelknabe (Prinț și cerșetor, 1920) de Alexander Korda și Sodom und Gomorrha (Sodoma și Gomora, 1922) de Michael Curtiz, precum și Die Sklavenkönigin (Domnița robilor, 1924), compania a ajuns să fie unul dintre cei mai de succes producători de film europeni.
În 1933, compania germană Tobis-Tonbild-Syndikat a fuzionat cu Sascha Film, iar denumirea oficială a fost schimbată în Tobis-Sascha-Filmindustrie AG.
În 1938, în perioada Anschlussului, prin care Austria a fost anexată de Germania Nazistă, concernul a trecut în proprietatea guvernului național-socialist și a fost refondat ca Wien-Film⁠(d) GmbH. Cel mai cunoscut regizor al companiei din perioada până la sfârșitul războiului a fost Gustav Ucicky. Acesta a regizat filme ca Tingel-Tangel⁠(d) (1927) sau Café Elektric⁠(d) (1927).
Pentru a nu pierde afacerile de închiriere și distribuție către companii străine după sfârșitul celui de-Al Doilea Război Mondial, Sascha-Film-Verleih und Vertriebsgesellschaft mbH a fost înființată la 13 septembrie 1946. Sediul companiei se afla în Kirchengasse în Viena-Neubau. Alegând numele și sigla tradițională, compania s-a legat în mod conștient de trecut. Acționarul companiei, care era strâns legat de Ministerul Comerțului, a fost Karl Ehrlich. Unul dintre cele mai mari succese ale acestei perioade a fost filmul de dramă istorică Der Engel mit der Posaune⁠(d) (1948), regizat de Karl Hartl⁠(d) și distribuit de Sascha, cu Paula Wessely⁠(d) în rolul principal.
După sfârșitul celui de-Al Doilea Război Mondial, numele Sascha-Film a fost restabilit timp de câteva decenii, iar în anii 1950 și 1960 a produs filme ușoare de divertisment. Printre aceasta au fost și ultimele trei producții ale lui Willi Forst⁠(d), care au fost considerate în general nereușite. Herbert Gruber a fost șeful companiei și producător. În 1966, în urma crizei cinematografice declanșate de televiziune, producția proprie a companiei a fost întreruptă temporar.
În anii 1970, compania, cunoscută sub numele de Sascha Wien-Film, a apărut împreună cu Wien-Film ca producător al mai multor filme internaționale filmate la Viena. Aceste filme, deși aveau numeroase vedete în distribuție, au avut un succes moderat la box office, inclusiv Das Lächeln einer Sommernacht (Mica serenadă, 1977) și Das Geheimnis der eisernen Maske (Al cincilea muschetar, 1979).

## Filmografie
Sursa:

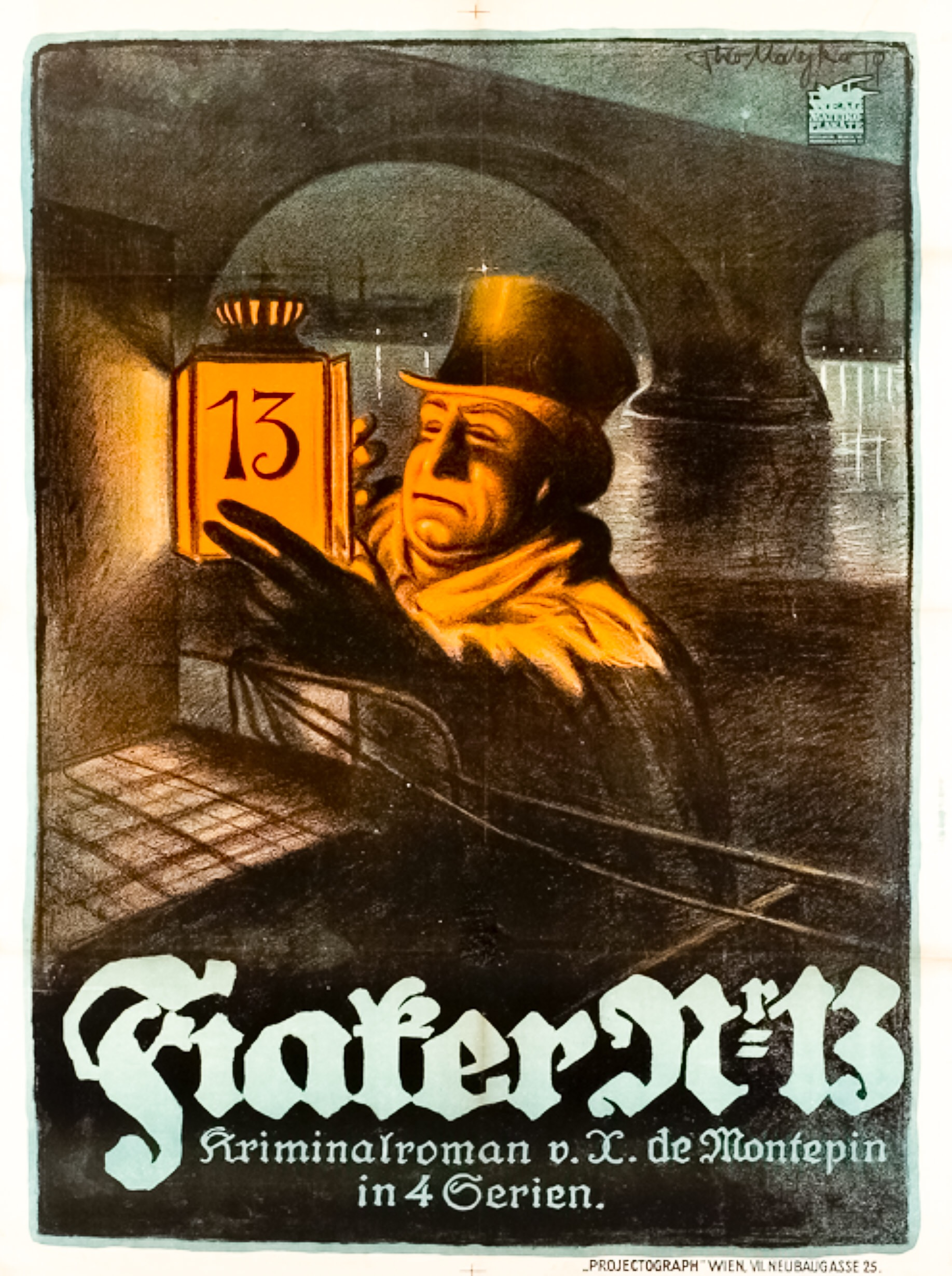
Afișul filmului Fiaker Nr. 13 (1926).

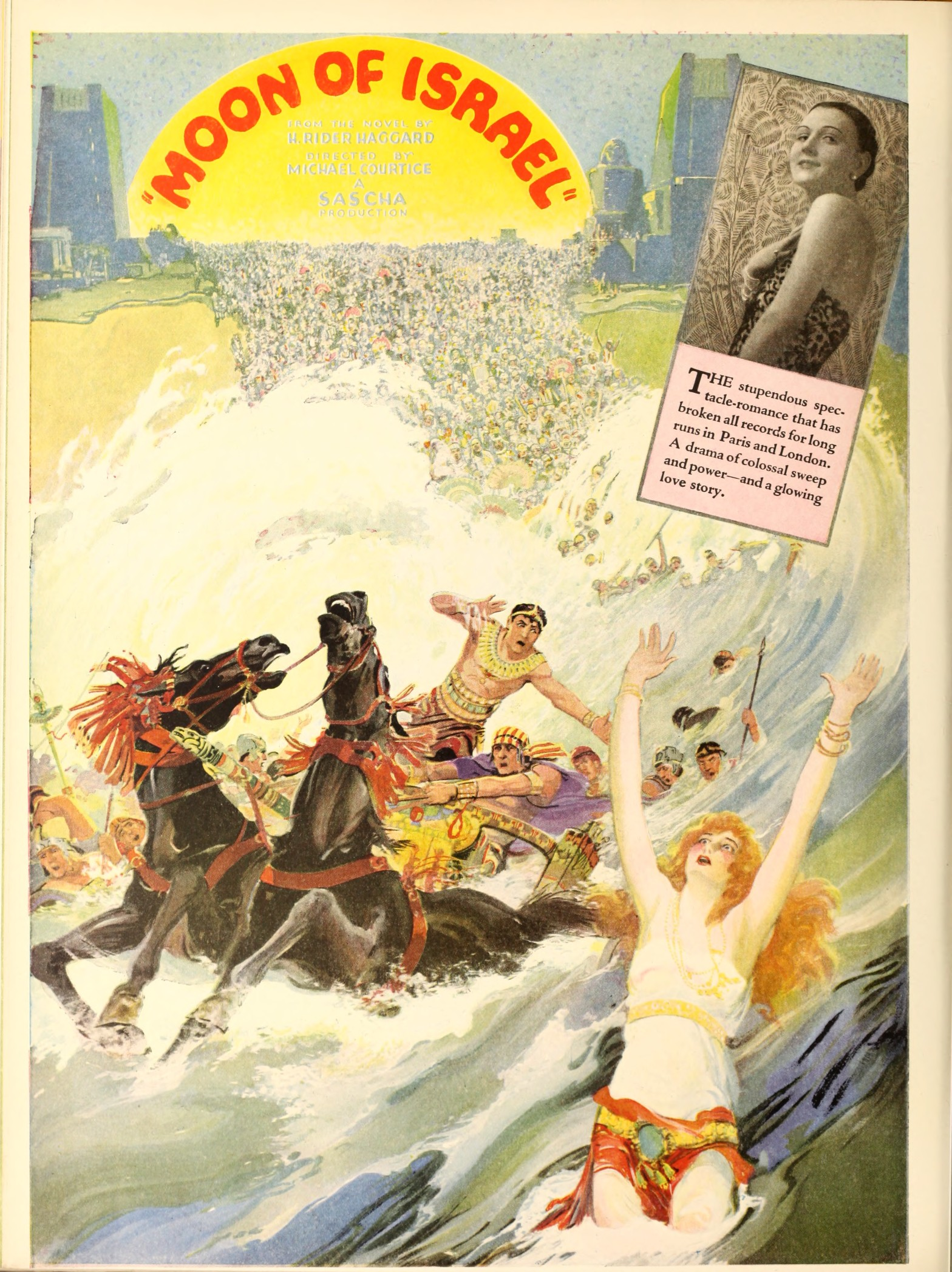
Afișul filmului Domnița robilor (Die Sklavenkönigin / The Moon of Israel)

- Die Gewinnung des Erzes am steirischen Erzberg in Eisenerz (cca. 6 min; Regia: Sascha Kolowrat-Krakowsky⁠(d)) (1912) (în română Extragerea minereului din (muntele) Erzberg, în Eisenerz, Stiria)
- Kaiser Joseph II. (1912) (Împăratul Iosif al II-lea.)
- Bozen mit dem Luftkurort Gries (cca. 6 min) (1913) (Bolzano cu stațiunea de sănătate climatică Gries)
- Der Millionenonkel (cca. 60 min; regia: Hubert Marischka⁠(d)) (1913) (Unchiul milionar)
- Das andere Ich (regia: Fritz Freisler⁠(d)) (1915) (Celălalt eu)
- Wien im Krieg (regia: Heinz Hanus) (1916) (Viena în război )
- Der Mandarin (61 min; regia: Fritz Freisler) (1918)
- Prinț și cerșetor (regia Alexander Korda)
- Sodoma și Gomora (Sodom und Gomorrha: Die Legende von Sünde und Strafe) (regia: Michael Curtiz) (1922)[11]

Filmările la Sodoma și Gomora au avut loc pe Laaer Berg din Viena, deoarece decorurile gigantice, care au fost special concepute și construite pentru film, ar fi fost prea mari pentru studiourile de film ale companiei producătoare Sascha-Film din Sievering. Filmul nu se remarcă prin dialogurile sale adesea opace, ci pentru că este cea mai mare și mai scumpă producție de film din istoria filmului austriac. În funcție de sursă, în producția filmului au fost angajați între 3.000 și 14.000 de actori, figuranți și membri ai echipei. În filmele ulterioare, varietatea decorurilor a fost redusă semnificativ din cauza experiențelor costisitoare în filme ca acesta – Sodoma și Gomora a costat în cele din urmă de cinci ori mai mult decât era planificat. La sfârșitul filmului, templul trebuia să se prăbușească, așa că au fost angajați pirotehnicieni să-l arunce în aer. Cu toate acestea, au avut loc accidente care s-au soldat chiar cu decese și răni, care au avut și consecințe juridice. Regizorul a fost achitat, dar „Wannenmacher” (pirotehnicianul artistic) a fost condamnat la 10 zile de detenție și o amendă de 500.000 de coroane austro-ungare. Mulți dintre colaboratorii filmului au devenit reprezentanți de succes ai domeniului lor în anii următori. Cameramanul Franz Planer⁠(d) a făcut carieră la Hollywood, la fel ca regizorul Michael Curtiz și actorul Walter Slezak⁠(d), care au emigrat și ei câțiva ani mai târziu. Gustav Ucicky, care a fost angajat cameraman, a devenit mai târziu unul dintre cei mai mari regizori ai erei naziste în Germania și Austria. Scenograful Julius von Borsody⁠(d) a lucrat în acest rol timp de decenii în filmele austriece și germane. După ce filmul a fost finalizat, Michael Curtiz și Lucy Doraine au divorțat.
- Harun Al Rașid (regia: Michael Curtiz) (1922/1924)
- Der junge Medardus (Tânărul Medardus, regia: Michael Curtiz)  (1923)
- Namenlos (Medicul șarlatan, regia: Michael Curtiz)  (1923)
- Die Lawine (Victima pasiunii sale, regia: Michael Curtiz)  (1923)
- Die Sklavenkönigin⁠(d) (Domnița robilor, 70 min; regia: Michael Curtiz) (1924)

Scenariul filmului Domnița robilor a fost scris de Ladislaus Vajda⁠(d), bazat pe romanul lui H. Rider Haggard din 1918, Moon of Israel⁠(d), care la rândul său a fost inspirat din povestea biblică a Exodului. Ca și alte filme ale vremii, Domnița robilor s-a inspirat din egiptomania care a cuprins lumea după descoperirea intactă a mormântului faraonului egiptean Tutankhamon. De data aceasta actrița principală nu a fost soția regizorului, așa cum a fost cazul în majoritatea filmelor anterioare ale lui Michael Curtiz. A fost filmat la Viena cu aproximativ 5.000 de figuranți în studiourile Sascha-Film și în aer liber pe Laaer Berg. Filmul a fost lansat în cinematografe la 24 octombrie 1924. Cu această ocazie, cinematograful Eos-Kino a fost amenajat în stil egiptean antic și decorat cu imagini cu zei și statui de războinici.
- Wenn du noch eine Mutter hast (Dacă ții la mama ta, regia Dezsõ Kertész) (1924)
- Das Spielzeug von Paris⁠(d) (Răsfățata Parisului, regia Michael Curtiz, 1925)
- Salammbô (regia Pierre Marodon, 1925)
- Die Rache der Pharaonen (Valea regilor sau Răzbunarea Faraonului Tutankamon) (regia Hans Theyer, 1925)
- Fiaker Nr. 13⁠(d) (1926)[14]
- Violantha (regia Carl Froelich, 1927)
- Café Elektric⁠(d) (regia Gustav Ucicky, 1927)

Marlene Dietrich a jucat primul ei rol principal în Café Elektric, un film dramatic, de dragoste. Premiera a avut loc pe 25 noiembrie 1927 la Viena. Filmul a fost menit să arate „cât de ușor este în vremea noastră să ne abatem de la calea cea bună și cum o educație neglijată poate distruge o viață întreagă”. Dar, de asemenea, s-a intenționat să învețe „că este posibil ca o persoană care a căzut fără nicio vină să-și găsească drumul înapoi de la întuneric la lumină prin iubire pură”. Decorurile au fost create de arhitectul Artur Berger. Café Elektric a fost produs în tradiția așa-numitelor „filme de moralitate”. Cele două subtitrări „Când o femeie pierde drumul” și „Schimbul de dragoste” au indicat și ele în această direcție. Inițial trebuia să se numească Prostituție, dar nu a fost acceptat de cenzori, care au recenzat filmul de trei ori înainte de a fi aprobat pentru lansare în Germania.
- Tingel-Tangel⁠(d) (1927)
- Die Pratermizzi⁠(d) (1927)

Filmul mut Die Pratermizzi a fost mult timp considerat pierdut și a fost redescoperit în 2005. A fost regizat de Gustav Ucicky în 1926, lansat în ianuarie 1927 și cu Anny Ondra, Igo Sym și Nita Naldi în rolurile principale.
- Die Tat des Andreas Harmer⁠(d) (1930)
- Geld auf der Straße (regia: Georg Jacoby) (1930)
- Maskerade (regia: Willi Forst) (1934)
- Hohe Schule (regia: Erich Engel) (1934)
- Episode (regia: Walther Reisch) (1935)
- Unentschuldigte Stunde⁠(d) (1937)
- Weiße Sklaven (Bestiile roșii, regia Karl Anton, 1937)

### Perioada postbelică
- Das unsterbliche Antlitz⁠(d) (1947)
- Der Engel mit der Posaune⁠(d) (1948)
- Fregola⁠(d) (muzical, 1948)
- Maresi⁠(d) (1948)
- Nach dem Sturm⁠(d) (1948)[21]
- An klingenden Ufern⁠(d) (1948)
- Das andere Leben⁠(d) (1948)
- Lambert fühlt sich bedroht⁠(d)  (1949)
- Liebe Freundin⁠(d) (1949)
- Vagabunden⁠(d) (1949)
- Auf der Alm, da gibt's ka Sünd⁠(d) (1950)
- Das vierte Gebot⁠(d) (1950)
- Hannerl (1952)
- Hab' ich nur deine Liebe⁠(d) (1953)
- Auf der grünen Wiese⁠(d) (1953)
- Wirbel um Irene⁠(d) (1953, austro-iugoslav)
- Hochstaplerin der Liebe⁠(d) (1954)
- Weg in die Vergangenheit⁠(d) (1954)
- Seine Tochter ist der Peter⁠(d) (1955)
- Spionage⁠(d) (1955)
- Der Jungfrauenkrieg⁠(d) (1957)
- Die Heilige und ihr Narrl⁠(d) (1957)
- Die unentschuldigte Stunde⁠(d) (1957)
- Gitarren klingen leise durch die Nacht⁠(d) (1960)
- Kriminaltango⁠(d) (1960)[22]
- Die Abenteuer des Grafen Bobby⁠(d) (1961)[23]
- Mariandl⁠(d) (1961)
- Das süsse Leben des Grafen Bobby⁠(d)  (1962)
- Charleys Tante⁠(d) (1963)
- Heidi (regia Werner Jacobs, 1965)
- Graf Bobby, der Schrecken des wilden Westens⁠(d) (1966)
- Das Lächeln einer Sommernacht⁠(d) (Mica serenadă, 1977)
- Das Geheimnis der eisernen Maske (Al cincilea muschetar, 1979)